# Бліжин
Бліжин (пол. Bliżyn) — село в Польщі, у гміні Бліжин Скаржиського повіту Свентокшиського воєводства.
Населення — 1760 осіб (2011).

## Демографія
Демографічна структура на день 31 березня 2011 року:
|          | Загалом | Допрацездатний вік | Працездатний вік | Постпрацездатний вік |
| -------- | ------- | ------------------ | ---------------- | -------------------- |
| Чоловіки | 856     | 149                | 604              | 103                  |
| Жінки    | 904     | 135                | 543              | 226                  |
| Разом    | 1760    | 284                | 1147             | 329                  |